# Elke Büdenbender
Elke Büdenbender, född 14 januari 1962 i stadsdelen Weidenau i Siegen, Nordrhein-Westfalen, är en tysk jurist och domare. Hon är sedan 2017 tjänstledig från sin tjänst som domare vid Berlins förvaltningsrätt, då hennes make socialdemokraten Frank-Walter Steinmeier detta år valdes till Tysklands förbundspresident. Hon har sedan dess på heltid ägnat sig åt informella plikter och ideella engagemang i egenskap av Förbundsrepublikens Första dam. Sedan 2017 är hon beskyddare för UNICEF i Tyskland och är även beskyddare för Initiative Klischeefrei, en ideell sammanslutning för att motverka könsstereotypa yrkes- och utbildningsval bland ungdomar.

## Biografi
Büdenbender härstammar från en katolsk familj från Siegerland och växte upp i stadsdelen Salchendorf i Netphen. Hennes far var möbelsnickare och hennes mor hemkunskapslärare, och hon kom att bli det första barnet i familjen som studerade vid universitet.
Efter att ha utbildat sig till industritjänsteman tog hon gymnasieexamen från Siegerland-Kolleg och påbörjade 1985 sina juridikstudier vid Giessens universitet. Hon kom därefter att göra sin tingstjänstgöring i Hannover och gjorde som en del av detta praktik vid Tysklands ambassad i Washington D.C.. Efter att ha avslutat sin tingstjänstgöring blev hon förvaltningsdomare vid Verwaltungsgericht Hannover. År 2000 flyttade hon till Berlin för att arbeta som domare inom främst socialrätt vid Verwaltungsgericht Berlin. 
Till följd av mannens val till förbundspresident valde hon 2017 att ta helt tjänstledigt från anställningen som förvaltningsdomare, men tillkännagav i januari 2022 att hon avsåg att återgå till att arbeta deltid under en eventuell andra mandatperiod för maken.

## Familj och privatliv
Elke Büdenbender träffade Frank-Walter Steinmeier 1988 under sina juridikstudier i Giessen och paret gifte sig 1995. De har tillsammans en dotter född 1996.